# Lhota u Vsetína
Lhota u Vsetína é uma comuna checa localizada na região de Zlín, distrito de Vsetín.